# جایزه بزرگ موناکو ۱۹۷۳
جایزه بزرگ موناکو ۱۹۷۳ (انگلیسی: ‎1973 Monaco Grand Prix‎) یک مسابقهٔ موتوری در رشتهٔ اتومبیل‌رانی فرمول یک بود که در تاریخ ۳ ژوئن ۱۹۷۳ در پیست موناکو واقع در مونت‌کارلو، موناکو برگزار شد. این گراند پری در میان ۱۵ گراند پری در فصل ۱۹۷۳، مسابقهٔ شمارهٔ ۶ بود.
در این مسابقه که در ۷۸ دور و به مسافت ۲۵۵٫۶۸۴ کیلومتر (۱۵۸٫۸۷۵ مایل) برگزار شد، پول پوزیشن توسط جکی استوارت کسب شد و سریع‌ترین زمان برای طی یک دور پیست که برابر با ۱:۲۸٫۱ بود نیز توسط امرسون فیتیپالدی به ثبت رسید.
جکی استوارت از تیم تایرل-فورد، امرسون فیتیپالدی از تیم لوتوس-فورد و رونی پیترسن از تیم لوتوس-فورد به‌ترتیب مقام‌های اول تا سوم مسابقه را کسب کردند.

## رده‌بندی قهرمانی پس از مسابقه
|       | جایگاه | راننده           | امتیاز |
| ----- | ------ | ---------------- | ------ |
|       | ۱      | امرسون فیتیپالدی | ۴۱     |
|       | ۲      | جکی استوارت      | ۳۷     |
|       | ۳      | فرانسوا سورت     | ۲۱     |
|       | ۴      | پیتر روسون       | ۱۱     |
|       | ۵      | دنی هیولم        | ۱۰     |
| منبع: |        |                  |        |

|       | جایگاه | سازنده      | امتیاز |
| ----- | ------ | ----------- | ------ |
|       | ۱      | تایرل-فورد  | ۴۵     |
|       | ۲      | لوتوس-فورد  | ۴۱     |
|       | ۳      | مک‌لارن-فورد | ۱۷     |
|       | ۴      | فراری       | ۹      |
|       | ۵      | شدو-فورد    | ۵      |
| منبع: |        |             |        |

یادداشت
- تنها پنج جایگاه نخست از هر رده‌بندی نمایش داده شده‌است.